# Batismo guarani
O batismo guarani (em guarani: nhemongarai) é um ritual de revelação do nome de pessoas e de consagração de alimentos que possui grande importância na cultura guarani.
O antropólogo alemão Curt Nimuendajú, antes Unckel, foi batizado com o nome guarani Nimuendajú em 1906. Em 1910, ele descreveu a cerimônia de batismo na qual o pajé Avacaujú revelou seu nome indígena.

## Definição
O nhemongarai é um tipo de cerimônia religiosa guarani, no qual podem ocorrer tanto o benzimento dos cultivos, quanto a revelação do nome sagrado a pessoas, em especial, de crianças. Pode ser definido como um ciclo ritual complexo que articula a vida e as ações de diferentes tipos de seres (divinos, espíritos e pessoas) com os ciclos de reprodução dos animais e de maturação das plantas e frutos.
Quando referido apenas como nhemongarai, a tradução mais comum no português é batismo. A pesquisadora indígena Darci da Silva (Karaí Nhe'ery) define o ritual como “batismo do nhe’e, espírito, para receber o nome”. Já Anai Vera Britos, se refere ao nhemongarai como “ritual de imposição do nome”.
Quando utilizado compostamente com outra palavra pode se referir ao ritual de benzimento, por exemplo, ka'a nhemongarai (benzimento da erva-mate).

## Descrição

### Batismo de pessoas
A pesquisadora indígena Sandra Benites descreve o nhemongarai como a revelação do amba (lugar sagrado de onde vem o espírito) e, por consequência, do tery (nome). Segundo ela, o ritual é fundamental não apenas para a nominação, mas para o conhecimento da personalidade e habilidade de cada pessoa guarani.
Desde a gestação, até os dois ou três anos de uma criança, os pais e avós são responsáveis por observar os acontecimentos e praticar determinadas regras culturais até a revelação do nome. O cineasta e líder espiritual guarani Carlos Papa descreve esse processo como descoberta:
Nhemongarai é uma descoberta de quem é você, quem é o filho seu, ou quem é a filha. Por que antes de vir ao mundo, você fazia parte de alguma parte, em alguma parte você era espírito. Então esse espírito seu tinha nome, e o pajé vai chamar o espírito seu pelo nome que já tinha. Então é a descoberta de onde você veio, de que parte você faz parte.— Carlos (Papa Miri Poty)

### Batismo de alimentos
O batismo de alimentos geralmente incidem sobre a erva-mate (ka'a), o milho (avaxi ete) e o mel (ei), considerados dádivas de Nhanderu. Amostras desses itens ou até mesmo de seus produtos, como o bolo de milho (mbojape) são expostos na casa de reza (opy) e então benzidos por meio da fumaça de tabaco dos cachimbos, de cantos, danças e evocações a Nhanderu e Nhandexy. Tal ritual confere aos alimentos característica sagrada, extra terrena, isto é, podem ser consumidos como coisas que não pertencem a esta terra.

## Função
O nhemongarai é um ritual com profundo significado espiritual para o povo guarani, por concentrar a essência da sabedoria cultural e os princípios das histórias ancestrais. Durante a cerimônia, o xamã, em comunhão com diferentes esferas divinas da cosmologia guarani, revela o nome sagrado de outro indivíduo. Essa prática não apenas reforça a conexão entre a comunidade e o mundo espiritual, mas também assegura a transmissão do conhecimento ancestral. Além disso, os anciãos convidam a juventude a participar, garantindo a continuidade da tradição para as futuras gerações.
Esse ritual também desempenha um papel essencial na renovação contínua do ciclo de vida guarani, marcado por duas fases: ára pyau (tempo-espaço novo) e ára yma (tempo-espaço antigo). Conforme essa cosmologia indígena, tal renovação ocorre indefinidamente, reforçando a conexão entre os planos terreno e divino. Assim, o nhemongarai não apenas preserva a tradição e a identidade do povo guarani, mas também sustenta o tekoporã, o bem viver, ao alinhar a vida comunitária com os princípios cosmológicos e espirituais que regem sua existência.